# Eberwurzen
Die Eberwurzen oder Golddisteln (Carlina) sind eine kalkliebende, distelartige Pflanzengattung in der Familie der Korbblütler (Asteraceae). Die Hüllblätter des Blütenstandes schließen oder öffnen sich in Abhängigkeit von der aktuellen Luftfeuchtigkeit.
In Mitteleuropa sind zwei Arten verbreitet: die Silberdistel (Carlina acaulis), auch Stängellose Eberwurz genannt, und die Golddistel (Carlina vulgaris), auch Gemeine Eberwurz genannt.

## Beschreibung
Eberwurzen sind einjährige bis ausdauernde Pflanzen mit distelartigem Aussehen. Sie besitzen einen kantigen Stängel. Die Laubblätter sind wechsel- oder grundständig, meist dornig gezähnt. Sie sind lanzettlich mit unterseits hervortretenden Adern.
Die körbchenförmigen Blütenstände weisen einen Durchmesser von 2 bis 13 Zentimetern auf. Sie stehen einzeln oder in doldigen Gesamtblütenständen, sitzend oder kurz gestielt. Die Hüllblätter stehen dachziegelartig in mehreren Reihen, die innerste ist trockenhäutig und starr, gelb oder silbergrau. Die Innenseite ist glänzend und verlängert und täuscht Zungenblüten vor. Bei feuchtem Wetter schließen sich die Hüllblätter. Der Körbchenboden ist flach und besitzt Spreublätter, manchmal auch Borsten. Die Pappushaare sind gefiedert. Die Blütenkörbe bestehen nur aus Röhrenblüten.

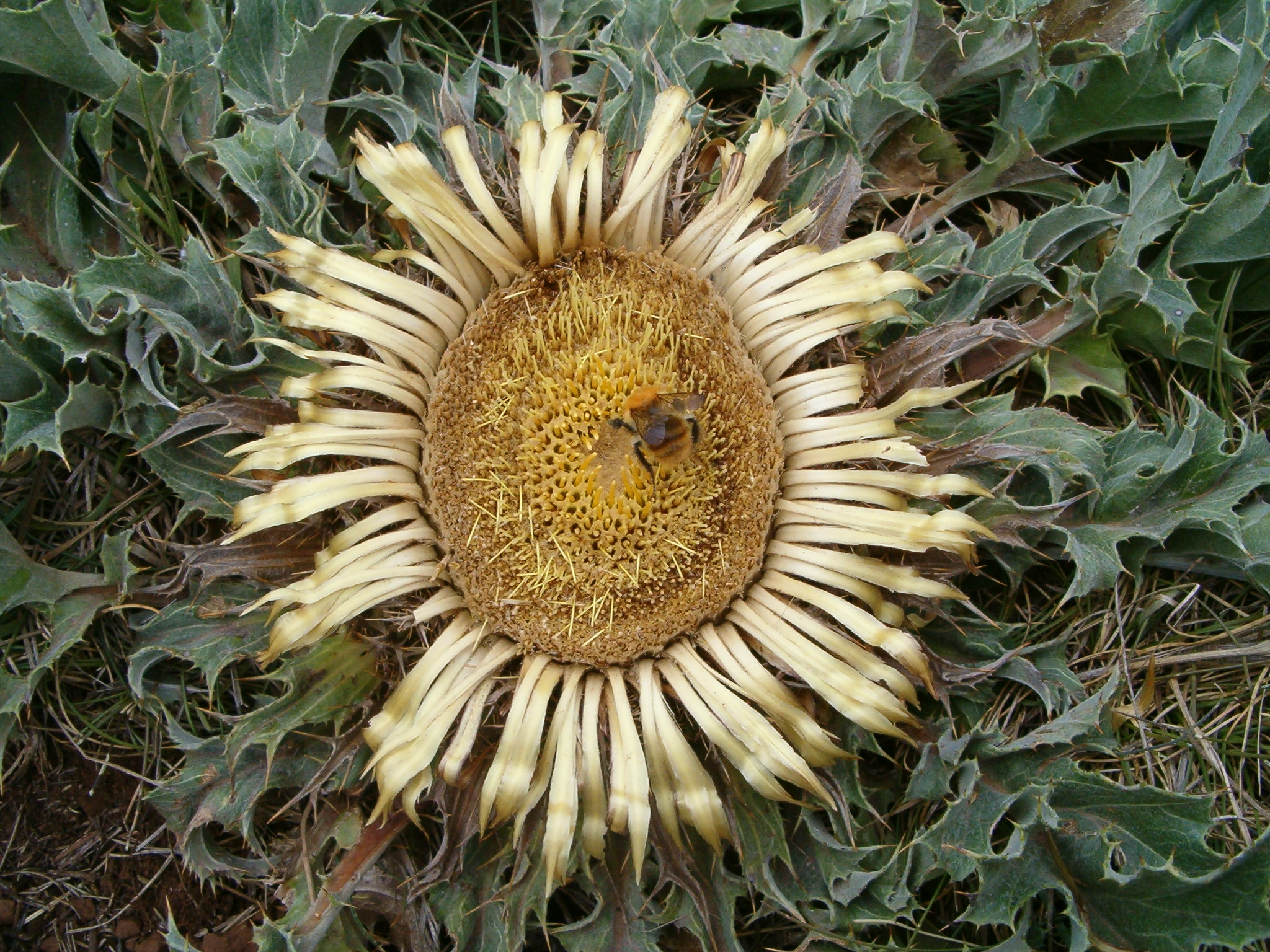
Subgen. Heracantha: Akanthusblättrige Eberwurz (Carlina acanthifolia)

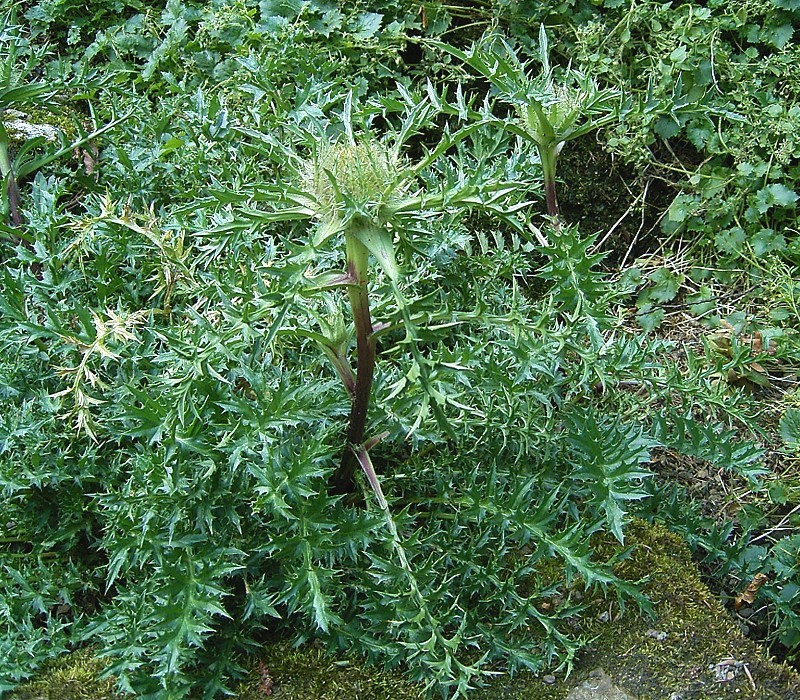
Subgen. Heracantha: Silberdistel (Carlina acaulis subsp. caulescens)

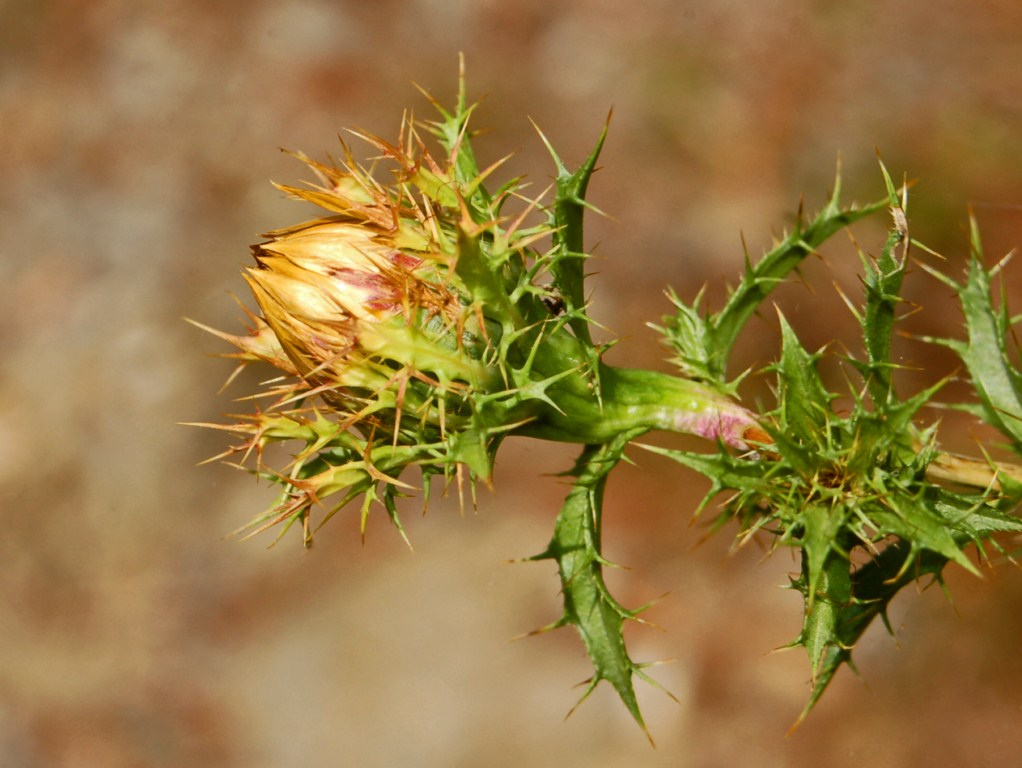
Subgen. Heracantha: Ebensträußige Eberwurz (Carlina corymbosa)

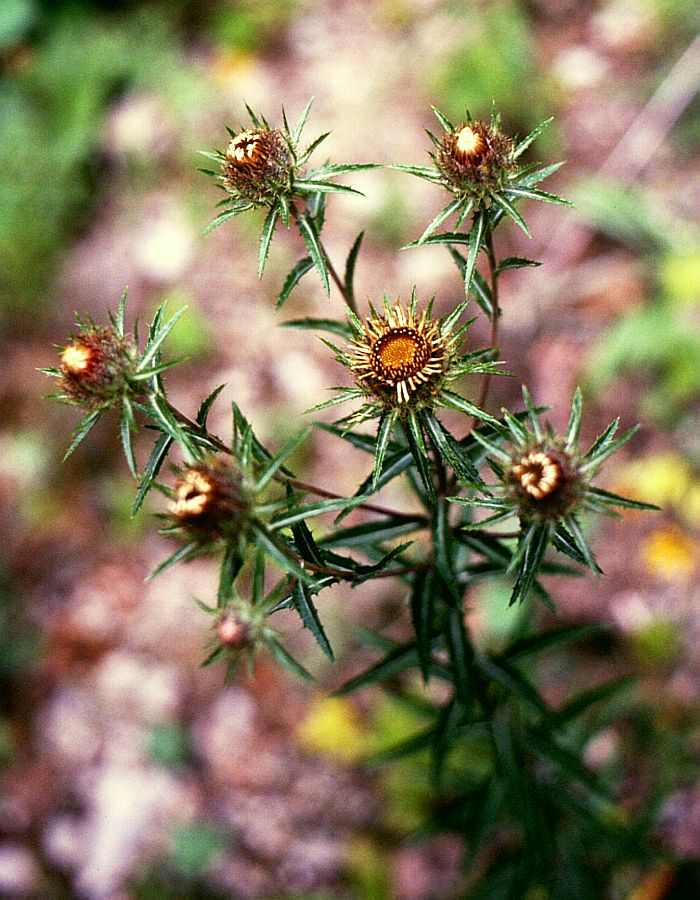
Subgen. Carlina: Steife Eberwurz (Carlina biebersteinii subsp. biebersteinii)

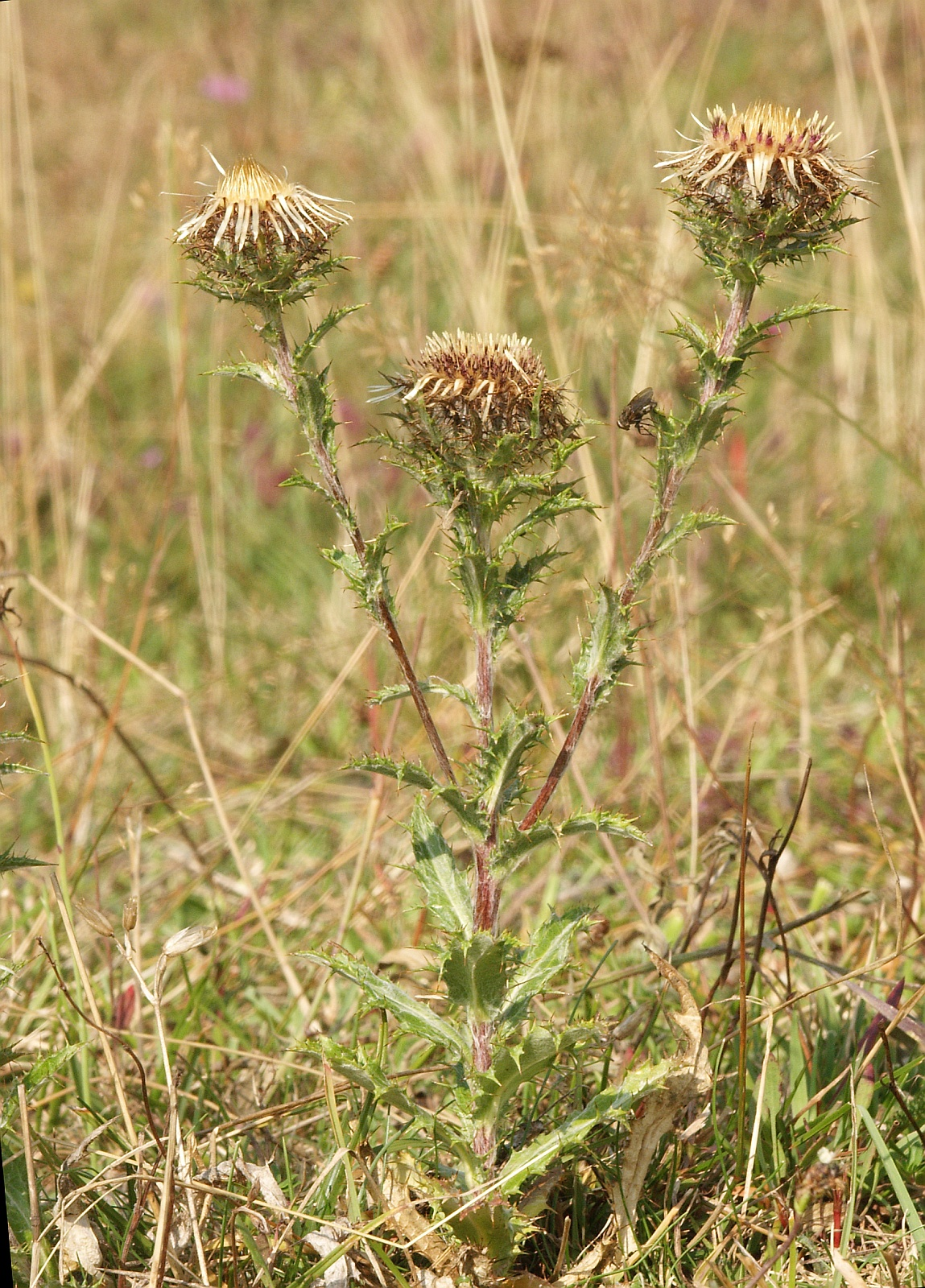
Subgen. Carlina: Golddistel (Carlina vulgaris)

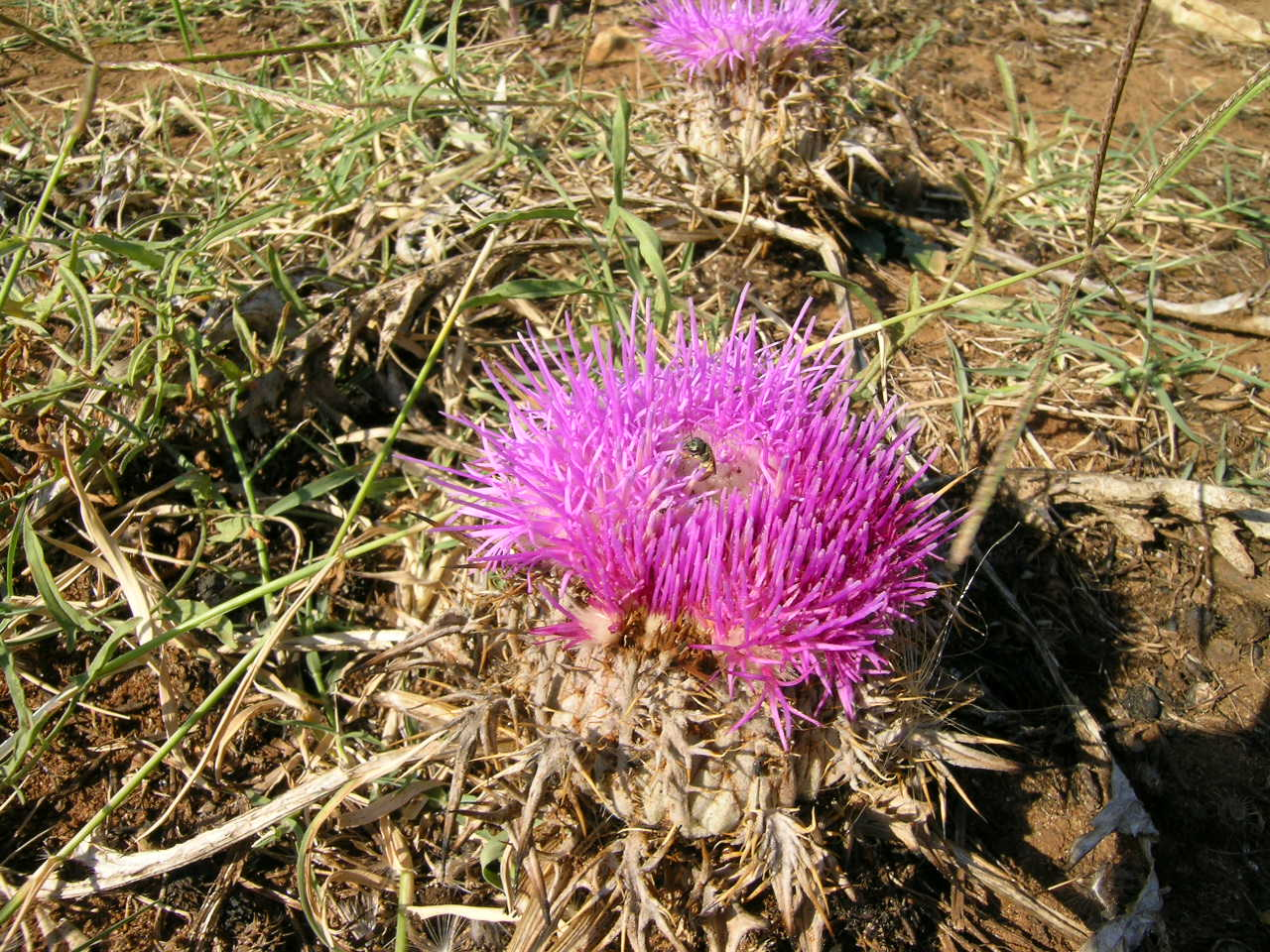
Subgen. Chamaeleon: Gummi-Spindelkraut (Carlina gummifera)

## Systematik
Die Gattung Eberwurz (Carlina) wird in sechs Untergattungen unterteilt. Es werden 32 Arten anerkannt:
- Subgen. Carlowizia (Kanaren, Madeira)
  - Carlina canariensis Pit.: Sie kommt nur auf Gran Canaria vor.[1]
  - Weidenblättrige Eberwurz (Carlina salicifolia (L.f.) Cav.): Sie kommt auf den Kanaren und auf Madeira vor.[1]
  - Strohblumen-Eberwurz (Carlina xeranthemoides L.f.): Sie kommt nur auf Tenerife vor.[1]

- Subgen. Lyrolepis (Rech.f.) Meusel & Kästner (Kreta, Südostägäis)
  - Carlina diae (Rech.f.) Meusel & Kästner: Sie kommt nur auf Kreta vor.[2]
  - Carlina tragacanthifolia Klatt: Sie kommt in Griechenland, auf Kreta, in der Ägäis und in der Türkei vor.[1]

- Subgen. Mitina (Adans.) Meusel & Kästner (Mittelmeergebiet)
  - Carlina lanata L.: Sie kommt im Mittelmeerraum von Marokko und Spanien bis Vorderasien vor.[1]
  - Trauben-Eberwurz (Carlina racemosa L.): Sie kommt ursprünglich in Marokko, Algerien, Portugal, Spanien, Tunesien und Sardinien vor.[1]

- Subgen. Heracantha (DC.) Meusel & Kästner (Mittelmeergebiet bis Mitteleuropa)
  - Akanthusblättrige Eberwurz oder Pyrenäen-Eberwurz (Carlina acanthifolia All.), mit drei Unterarten:
    - Carlina acanthifolia subsp. acanthifolia
    - Carlina acanthifolia subsp. cynara (DC.) Arcang.
    - Carlina acanthifolia subsp. utzka (Hacq.) Meusel & Kästner

  - Silberdistel (Carlina acaulis L.), mit zwei Unterarten:
    - Carlina acaulis subsp. acaulis
    - Carlina acaulis subsp. caulescens (Lam.) Schübl. & G.Martens (Syn.: Carlina acaulis subsp. simplex (Waldst. & Kit.) Nyman)

  - Carlina atlantica Pomel, kommt nur in Algerien und Marokko vor.
  - Carlina barnebyana B.L.Burtt & P.H.Davis, kommt nur in Ost-Kreta und auf Karpathos vor.[2][1]
  - Carlina brachylepis (Batt.) Meusel & Kästner, kommt nur in Algerien und Marokko vor.
  - Ebensträußige Eberwurz (Carlina corymbosa L.): Sie kommt in Südeuropa von Portugal bis zur Türkei vor.[1]
  - Carlina curetum Halácsy: Sie kommt vor in Kreta, Ägypten, Israel, Jordanien, Libanon und Syrien, mit zwei Unterarten:
    - Carlina curetum subsp. curetum, kommt nur in den Gebirgen Kretas vor.[2]
    - Carlina curetum subsp. orientalis Meusel & Kästner 

  - Carlina graeca Heldr. & Sartori: Sie kommt vor auf der Balkanhalbinsel, auf Kreta, in der Ägäis und in der Türkei.[1]
  - Carlina guittonneaui Dobignard, kommt nur in Marokko vor.
  - Spanische Eberwurz (Carlina hispanica Lam.): Sie kommt vor in Portugal, Spanien, Menorca, Frankreich, Italien, Sizilien, Marokko, Algerien und Tunesien, mit drei Unterarten:
    - Carlina hispanica subsp. hispanica: Sie kommt in Marokko, Algerien, Tunesien, Gibraltar, Spanien, Portugal und Frankreich vor.[1]
    - Carlina hispanica subsp. globosa (Arcang.) Meusel & Kästner: Sie kommt in Italien und Sizilien vor.[1]
    - Carlina hispanica subsp. major (Lange) Meusel & Kästner: Sie kommt in Algerien, Spanien und auf Menorca vor.[1]

  - Carlina involucrata Poir.: Sie kommt vor in Algerien, Tunesien, Sizilien und Malta.[1]
  - Carlina kurdica Meusel & Kästner: Sie kommt im Gebiet von Libanon und Syrien vor.[1]
  - Carlina libanotica Boiss.: Sie kommt in Zypern, Libanon, Syrien, Israel, Jordanien und in der Türkei vor.[1]
  - Carlina pygmaea (Post) Holmboe, kommt nur auf Zypern vor.
  - Carlina sicula Ten.: Sie kommt vor in Italien, Libyen, Sizilien und Malta.[1]
  - Carlina sitiensis Rech.f., kommt nur in Ost-Kreta und auf Kasos vor.[2]

- Subgen. Carlina (Mittelmeergebiet bis Mitteleuropa)
  - Steife Eberwurz oder Steife Golddistel (Carlina biebersteinii Hornem.) mit drei Unterarten:
    - Carlina biebersteinii subsp. biebersteinii
    - Carlina biebersteinii subsp. brevibracteata (Andrae) K.Werner
    - Carlina biebersteinii subsp. sudetica Kovanda: Sie kommt nur in Tschechien vor.[1]

  - Carlina frigida Boiss. & Heldr.: Sie kommt auf der Balkanhalbinsel, in Jordanien, Israel, Libanon und Syrien vor.[1]
  - Großköpfige Eberwurz (Carlina macrocephala Moris): Sie kommt vor in Korsika, Sardinien und Kroatien.[1]
  - Carlina nebrodensis DC.: Sie kommt in Italien und Sizilien vor.[1]
  - Wenigköpfige Eberwurz (Carlina oligocephala Boiss. & Kotschy): Sie kommt in der Türkei und in Syrien vor[1], mit drei Unterarten:
    - Carlina oligocephala subsp. oligocephala: Sie kommt in der Türkei vor.[1]
    - Carlina oligocephala subsp. microcephala (Boiss.) Meusel & Kästner: Sie kommt in Syrien und in der Türkei vor.[1]
    - Carlina oligocephala subsp. pallescens (Wettst.) Meusel & Kästner: Sie kommt in der Türkei vor.[1]

  - Gewöhnliche Golddistel oder Kleine Eberwurz (Carlina vulgaris L.)

- Subgen. Chamaeleon: (Mittelmeergebiet).[3][4][5]
  - Carlina comosa (Spreng.) Greuter: Sie kommt vor in Syrien, im Libanon und in Israel.[1]
  - Gummi-Spindelkraut (Carlina gummifera (L.) Less., Syn.: Atractylis gummifera L.): Sie kommt in Südeuropa, Nordafrika und in der Türkei vor.[1]
  - Carlina macrophylla (Desf.) DC.: Sie kommt in Marokko und Algerien vor.[1]